# 連續型均勻分布
連續型均匀分布（英語：continuous uniform distribution）或矩形分布（rectangular distribution）的随机变量{\displaystyle {\mathit {X}}}，在其值域之內的每個等長區間上取值的概率皆相等。其概率密度函数在該變量的值域內為常數。若{\displaystyle X}服從{\displaystyle [a,b]}上的均匀分布，則记作{\displaystyle X\sim U[a,b]}。

## 定义
一个均匀分布在区间[a,b]上的连续型随机变量{\displaystyle X}可给出如下函数：
概率密度函数：
{\displaystyle f(x)=\left\{{\begin{matrix}{\frac {1}{b-a}}&\ \ \ {\mbox{for }}a\leq x\leq b\\0&{\mbox{elsewhere}}\end{matrix}}\right.}
累积分布函数：
{\displaystyle F(x)=\left\{{\begin{matrix}0&{\mbox{for }}x<a\\{\frac {x-a}{b-a}}&\ \ \ {\mbox{for }}a\leq x<b\\1&{\mbox{for }}x\geq b\end{matrix}}\right.}
MGF：
{\displaystyle M_{X}(t)=E(e^{tx})={\frac {e^{tb}-e^{ta}}{t(b-a)}}}

## 公式
期望值和中值：
是指连续型均匀分布函数的期望值和中值等于区间[a,b]上的中间点。
{\displaystyle E[X]={\frac {a+b}{2}}}
方差：
{\displaystyle VAR[X]={\frac {(b-a)^{2}}{12}}}
均匀分布具有下属意义的等可能性。若{\displaystyle X\sim U[a,b]},则X落在[a,b]内任一子区间[c,d]上的概率：
{\displaystyle P(c\leq x\leq d)=F(d)-F(c)=\int _{c}^{d}{\frac {1}{b-a}}\,dx={\frac {d-c}{b-a}}}
只与区间[c,d]的长度有关，而与它的位置无关。